# Domenico Melani
Domenico Melani (Pistoia?, 1633 – Firenze, 1690) è stato un cantante castrato italiano.

## Biografia
Appartenne alla famiglia di musicisti pistoiese dei Melani, originatasi da Domenico di Santi, campanaro del Duomo di Pistoia. Non si conoscono molte notizie certe sulla vita del cantante Domenico, che forse fu fratello (o cugino) del musicista Jacopo, dei castrati Atto, don Filippo (poi frate servita), Bartolomeo e Vincenzo, e dei compositori Alessandro e Nicola. 
Con quest'ultimo fece fortuna alla corte di Dresda presso l'Elettore di Sassonia Augusto I, poi re di Polonia, per il quale fu anche ambasciatore presso vari principi italiani, ottenendo il prestigioso titolo di conte.
Stabilitosi a Firenze a fine della sua carriera, nel 1680, entrò nella Compagnia della Purificazione di Maria e di San Zanobi, dotandola di preziosi oggetti liturgici, e fondò un ospizio destinato ad accogliere i pellegrini oltramontani, riccamente dotato col suo testamento del 12 agosto 1690.